# Amp-reflection
amp-reflection（アンプ リフレクション）は日本のロックバンド・school food punishmentの1stフルアルバム。2010年4月14日にエピック・レコードから発売。

## 概要
- メジャーデビュー後初のアルバムであり、また自身初のフルアルバムである。
- 1stシングル『futuristic imagination』から5thシングル『future nova/after laughter』までのメジャーデビュー後に発表された全てのシングルA面6曲と、新曲7曲を収録した全13曲。
- 初回限定盤には、インスト盤（DISC2）と、メンバーによる各曲の制作秘話ならびに「future nova」のミュージックビデオを収録したDVD（DISC3）が付属する。

## 収録曲

### DISC 1
1. signal
（作曲・編曲：school food punishment）
インスト曲。
2. goodblue
（作詞：内村友美　作曲：school food punishment、江口 亮　編曲：江口 亮）
通常の楽器以外に、高周波の出るネズミ捕りの音が入っている。
3. butterfly swimmer
（作詞：内村友美　作曲：school food punishment　編曲：school food punishment、江口 亮）
2ndシングル。
4. future nova -album edit-
（作詞：内村友美　作曲：school food punishment、江口 亮　編曲：江口 亮）
5thシングル（両A面シングルの1曲目）。シングルバージョンとは違い、フェードアウトしない形になっている。
5. 電車、滑り落ちる、ヘッドフォン
（作詞：内村友美　作曲：school food punishment　編曲：江口 亮）
6. light prayer
（作詞：内村友美　作曲：school food punishment、江口 亮　編曲：江口 亮）
4thシングル。
7. after laughter
（作詞・作曲：内村友美　編曲：江口 亮）
5thシングル（両A面シングルの2曲目）。
8. 04:59
（作詞：内村友美　作曲：school food punishment　編曲：江口 亮）
9. 駆け抜ける
（作詞：内村友美　作曲：school food punishment、江口 亮　編曲：江口 亮　弦編曲：江口 亮、村山達哉）
10. futuristic imagination -album version-
（作詞：内村友美　作曲：school food punishment　編曲：school food punishment、江口 亮　弦編曲：江口 亮、村山達哉）
1stシングル。シングルバージョンとは違い、イントロが長くなっている。
11. line
（作詞：内村友美　作曲：内村友美、蓮尾理之　編曲：蓮尾理之）
12. パーセンテージ
（作詞：内村友美　作曲：school food punishment　編曲：蓮尾理之、江口 亮）
13. sea-through communication
（作詞：内村友美　作曲：school food punishment　編曲：江口 亮）
3rdシングル。

### DISC 2（instrumental）
1. signal
2. goodblue -instrumental-
3. butterfly swimmer -instrumental-
4. future nova -album edit instrumental-
5. 電車、滑り落ちる、ヘッドフォン -instrumental-
6. light prayer -instrumental-
7. after laughter -instrumental-
8. 4:59 -instrumental-
9. 駆け抜ける -instrumental-
10. futuristic imagination -album version instrumental-
11. line -instrumental-
12. パーセンテージ -instrumental-
13. sea-through communication -instrumental-

### DISC 3（DVD）
all about "amp-reflection"
メンバーによる全収録曲の制作ドキュメンタリー。
future nova -MUSIC VIDEO-

## 演奏
- 内村友美：Vocal
- 蓮尾理之：Keyboards & Programming
- 山崎英明：Electric Bass & Background Vocals
- 比田井修：Drums
- 徳永友美ストリングス：Strings (#9.10)
- 江口亮 (Stereo Fabrication of Youth)：Acoustic Guitar, Electric Guitar, Electric Piano, Keyboards & Programming (#2-13)